# Angriffe auf Kure und die Inlandsee (Juli 1945)

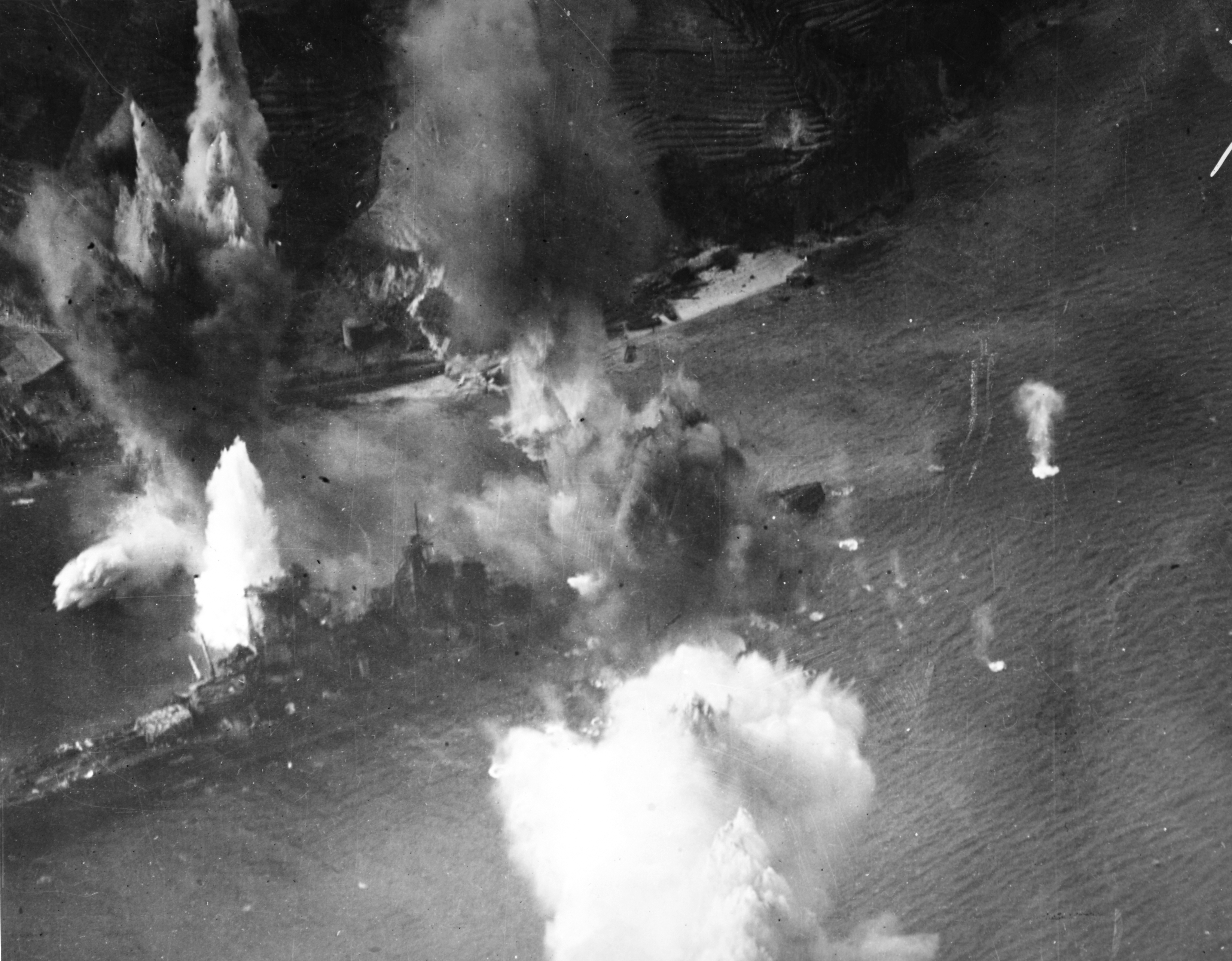
Schlachtschiff Haruna unter Beschuss

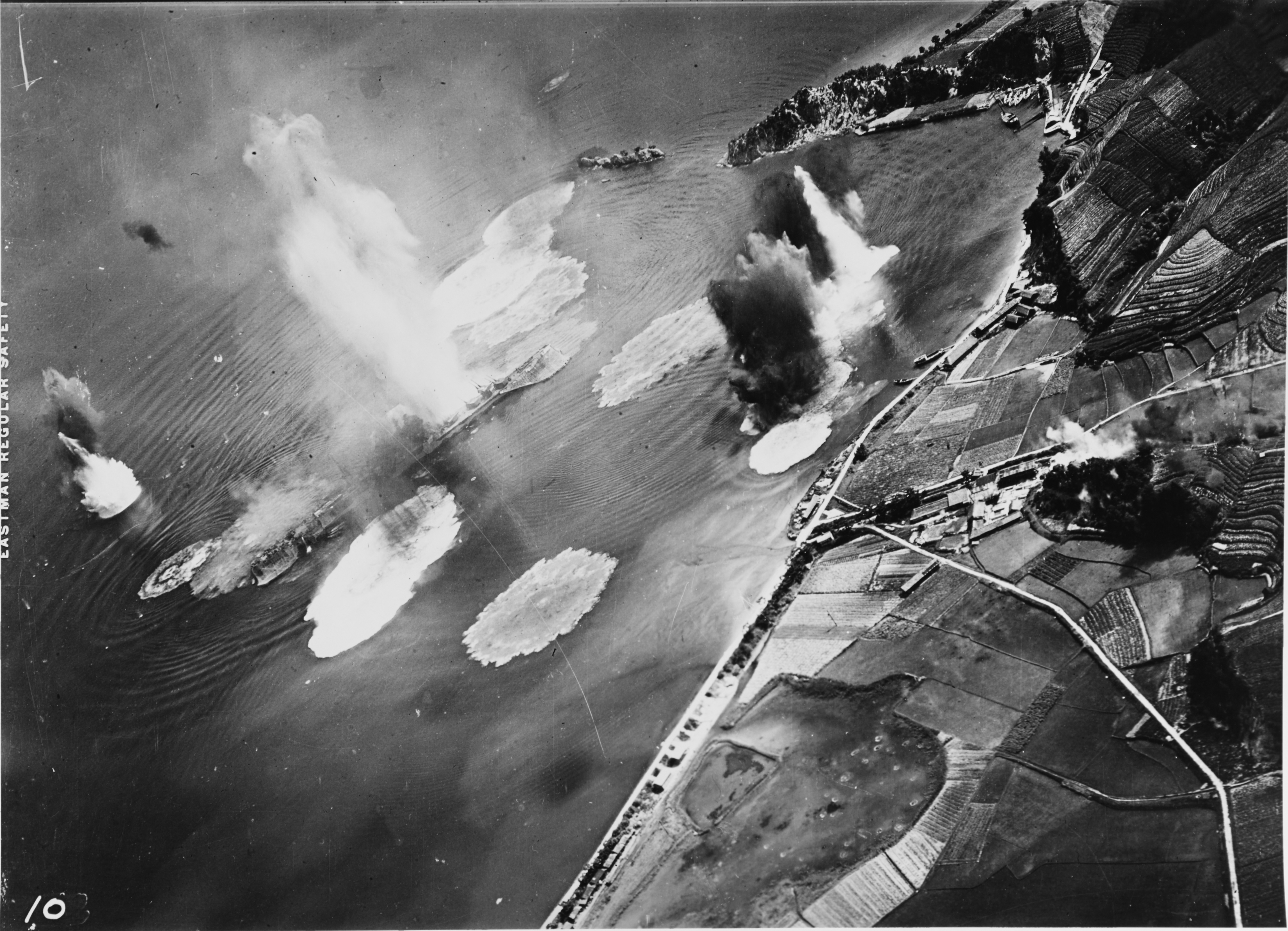
Tone unter Beschuss 24. Juli 1945

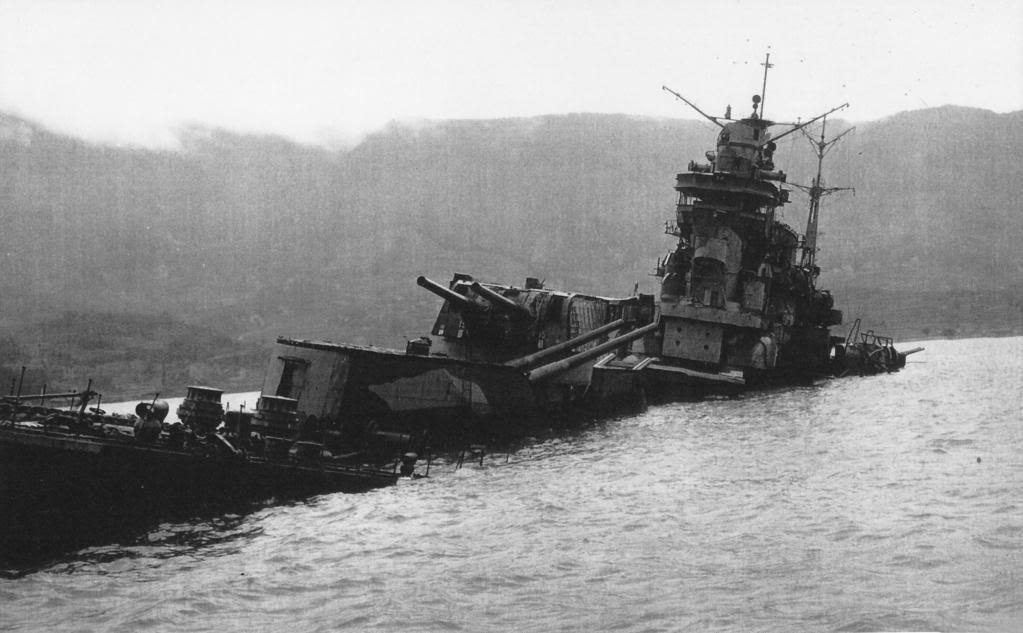
Schwerer Kreuzer Tone gesunken

Die Angriffe auf Kure und die Inlandsee fanden vom 24. bis zum 28. Juli 1945 während des Pazifikkriegs im Zweiten Weltkrieg durch US-amerikanische und britische Trägerflugzeuge statt.
Bei diesen Angriffen auf den Marinestützpunkt in Kure und der Seto-Inlandsee versenkten die Alliierten die meisten der übriggebliebenen Großkampfschiffe der Kaiserlich Japanischen Flotte. Durch die Angriffe der 3. Flotte der US-Navy wurden ein Flugzeugträger, drei Schlachtschiffe, fünf Kreuzer und mehrere kleinere Kriegsschiffe und Handelsschiffe versenkt. Außerdem wurden viele Schiffe zum Teil schwer beschädigt. Zur gleichen Zeit griff die Britische Pazifikflotte Hafenanlagen und andere Ziele in der Seto-Inlandsee an, versenkte dabei auch einige kleinere Schiffe und beschädigte einen Geleitträger.

## Planung
Im Juli 1945 waren die übriggebliebenen Schiffe der Kaiserlich Japanischen Flotte in der Nähe des Marinestützpunktes Kure in der Seto-Inlandsee konzentriert, wegen Treibstoffmangel lahmgelegt und zu keiner Operation mehr fähig. Admiral John S. McCain, Sr., Kommandeur der Fast Carrier Task Force, war strikt gegen einen Angriff auf Kure. Er und sein Stab hielten die verbliebenen japanischen Schiffe nur für eine geringe Bedrohung.
In seinen Memoiren gab Admiral Halsey vier Gründe an, warum er den Angriff trotz der Zweifel McCains befahl. Erstens meinte er, dieser Angriff würde die Moral der US-Truppen steigern und wäre eine Rache für den Angriff auf Pearl Harbor im Dezember 1941. Zweitens befürchtete Halsey, die Japaner könnten mit ihrer Restflotte die Tsugaru-Straße zwischen Honshū und Hokkaidō sperren und dadurch die Versorgung der Roten Armee durch die USA bei ihrem Kampf gegen Japan auf dem Festland erschweren. Drittens glaubte er, Japan könnte versuchen, bessere Friedensbedingungen zu bekommen, wenn noch einige Schiffe der Flotte vorhanden wären. Und viertens wurde ihm dieser Angriff von seinem Vorgesetzten Fleet Admiral Chester W. Nimitz befohlen.
Obwohl sie als Task Force 37 Teil der 3. Flotte der US-Navy war, wurde die Britische Pazifikflotte von den Angriffen auf Kure ausgenommen, weil die Amerikaner nicht wollten, dass Großbritannien eine Beteiligung an der Zerstörung der japanischen Flotte beanspruchen konnte. Stattdessen griffen die Briten Flugplätze und den Hafen von Osaka an.
Kure wurde schon vor dem Juli 1945 mehrfach angegriffen. Am 19. März 1945 griffen 321 Trägerflugzeuge die japanischen Schiffe in der Stadt und der Umgebung an. Dieser Angriff war nicht erfolgreich, kein Schiff wurde versenkt, nur ein Geleitträger und ein Leichter Kreuzer wurden schwer beschädigt. Am 5. Mai griffen B-29-Superfortress-Bomber die Hiro-Flugzeugfabrik an. Weitere B-29-Bomber legten am 30. März und 5. Mai Seeminen in die Zufahrten nach Kure und am 1. Juli 1945 zerstörte ein Angriff von B-29 40 % der Stadt Kure.
An diesen Angriffen war die US-amerikanische Task Force 28 und die britische Task Force 37, zu der die Träger Formidable, Indefatigable und Victorious gehörten, beteiligt.

## Die Angriffe
Die Angriffe der 3. US-Flotte begannen am 24. Juli 1945. US Trägerflugzeuge flogen an diesem Tag 1.747 Einsätze gegen die japanischen Ziele. Getroffen wurden der Flugzeugträger Amagi, die Schlachtschiffe Haruna, Ise und Hyūga, die Schweren Kreuzer Tone und Aoba, der Leichte Kreuzer Ōyodo, der zu dieser Zeit auch das Flottenflaggschiff war. Außerdem wurden noch die veralteten Panzerkreuzer Izumo und Iwate, die als Schulschiffe dienten, getroffen. Alle Schiffe wurden schwer beschädigt. Einige sanken im flachen Wasser auf Grund. Leichter beschädigt wurden die Träger Katsuragi, Ryūhō und Hōshō, der Zerstörer Yoizuki und einige kleinere Kriegsschiffe. Außerdem wurden auch noch 15 Handels- und Hilfskriegsschiffe mit 22.326 BRT versenkt.
Bei ihren Angriffen auf Osaka und andere Ziele in der Inlandsee beschädigte die Britische Pazifikflotte den Geleitträger Kaiyō und versenkte zwei Kaibōkan. Dabei gingen vier Flugzeuge verloren.
Die Luftschläge gegen die Schiffe in Kure und Umgebung wurden von der US-Navy am 28. Juli 1945 wieder aufgenommen. Erneut wurden die Schlachtschiffe Haruna und Ise und der Schwere Kreuzer Aoba getroffen. Der Träger Katsuragi, der bei den ersten Angriffen nur leicht beschädigt worden war, wurde von einer 2.000 lb (910 kg) Bombe getroffen, blieb allerdings trotz schwerer Schäden fahrbereit. Auch die Ryūhō wurde wieder getroffen.
Nicht nur mit Trägerflugzeugen griffen die Amerikaner Kure an, am 28. Juli 1945 griffen auch 79 B-24 Liberator von Okinawa aus an. Die Ergebnisse waren recht überschaubar, sie erzielten nur vier weitere Bombentreffer auf der schon gestrandeten Aoba. Allerdings war die Flugabwehr, auch von den schon teilweise gesunkenen Schiffen, so stark, dass zwei B-24 abgeschossen und weitere 14 beschädigt wurden.
Die wirksame Luftabwehr der japanischen Streitkräfte war auch dafür verantwortlich, dass bei den Einsätzen insgesamt 133 Flugzeuge und 102 Mann der Besatzungen verloren gingen. Damit waren die Verluste dieser Operation höher als in den meisten anderen Einsätzen der 3. US-Flotte.

## Resultate
Nach den alliierten Angriffen auf Kure und die Inlandsee war das Schlachtschiff Nagato in Yokosuka das einzige nur relativ leicht beschädigte japanisches Kriegsschiff, das größer als ein Zerstörer war. Allerdings waren seine Flugabwehrgeschütze abgebaut worden und, um es zu tarnen, war auch der Schornstein entfernt worden. Damit war auch die Befürchtung Admirals Halseys, die japanische Flotte könnte die Tsugaru-Straße sperren aufgehoben.

### Galerie

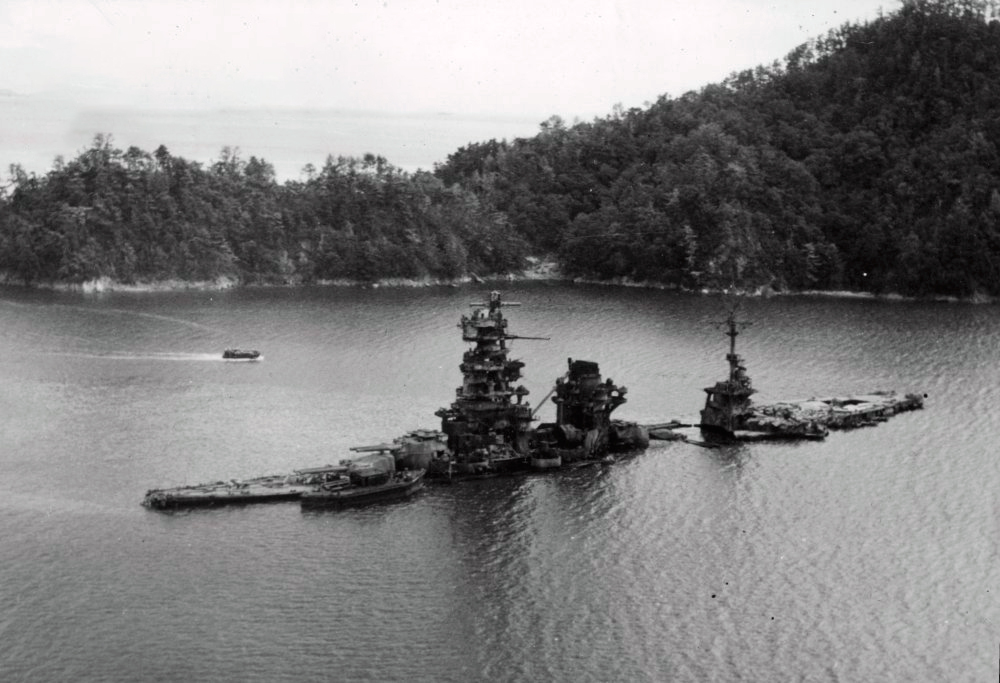
Schlachtschiff Hyūga im flachen Wasser gesunken
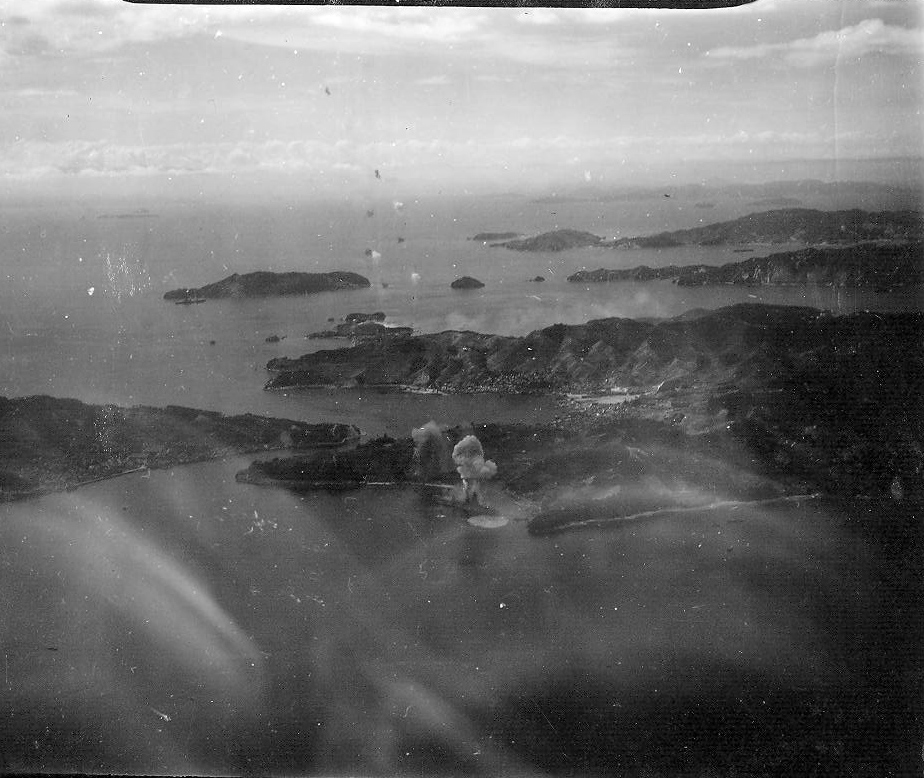
Schlachtschiff Ise unter Beschuss am 28. Juli 1945
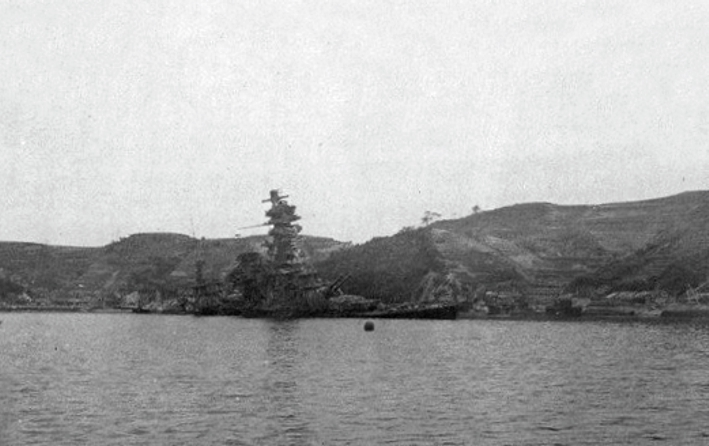
Ise nach der Bombardierung
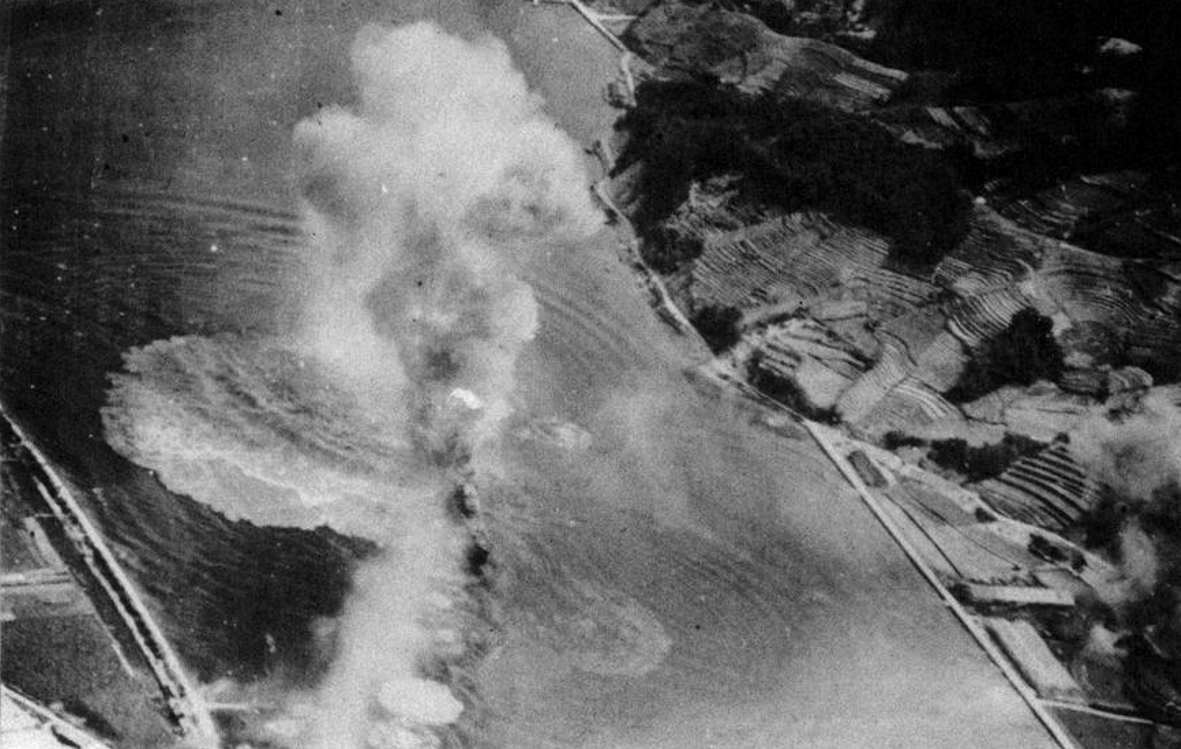
Kreuzer Ōyodo unter Beschuss
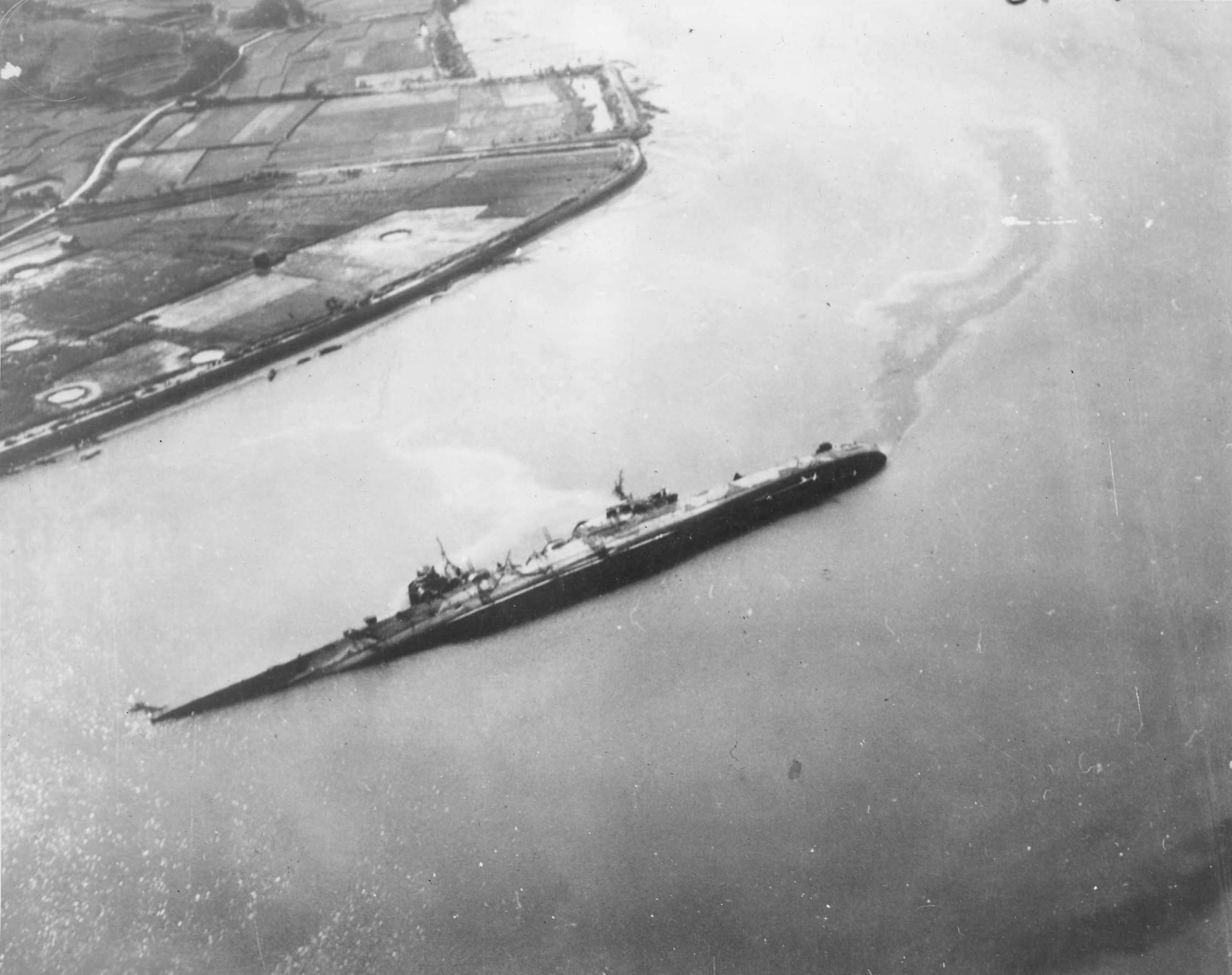
Ōyodo in flachem Wasser gekentert
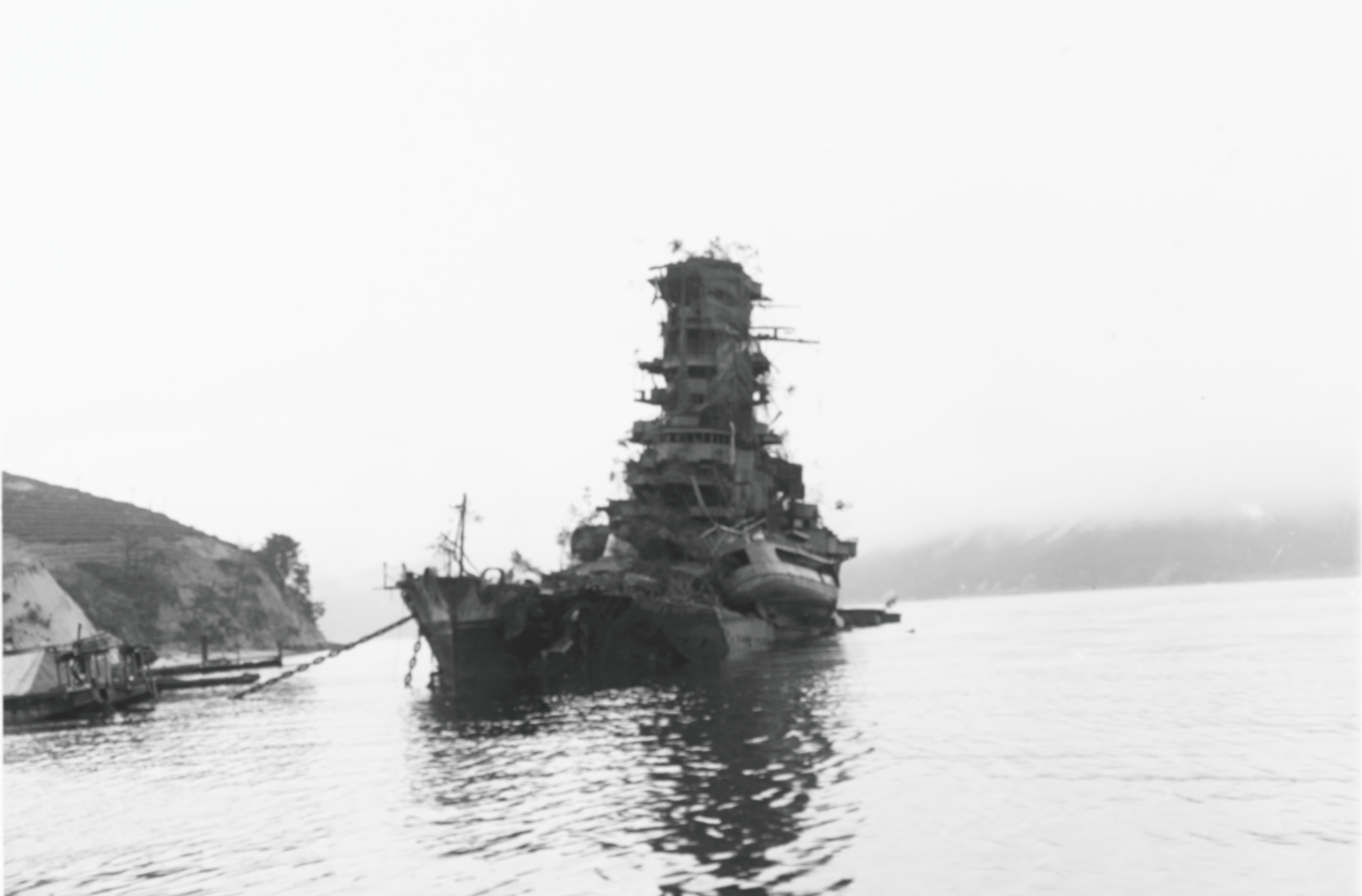
Schlachtschiff Haruna nach der Bombardierung
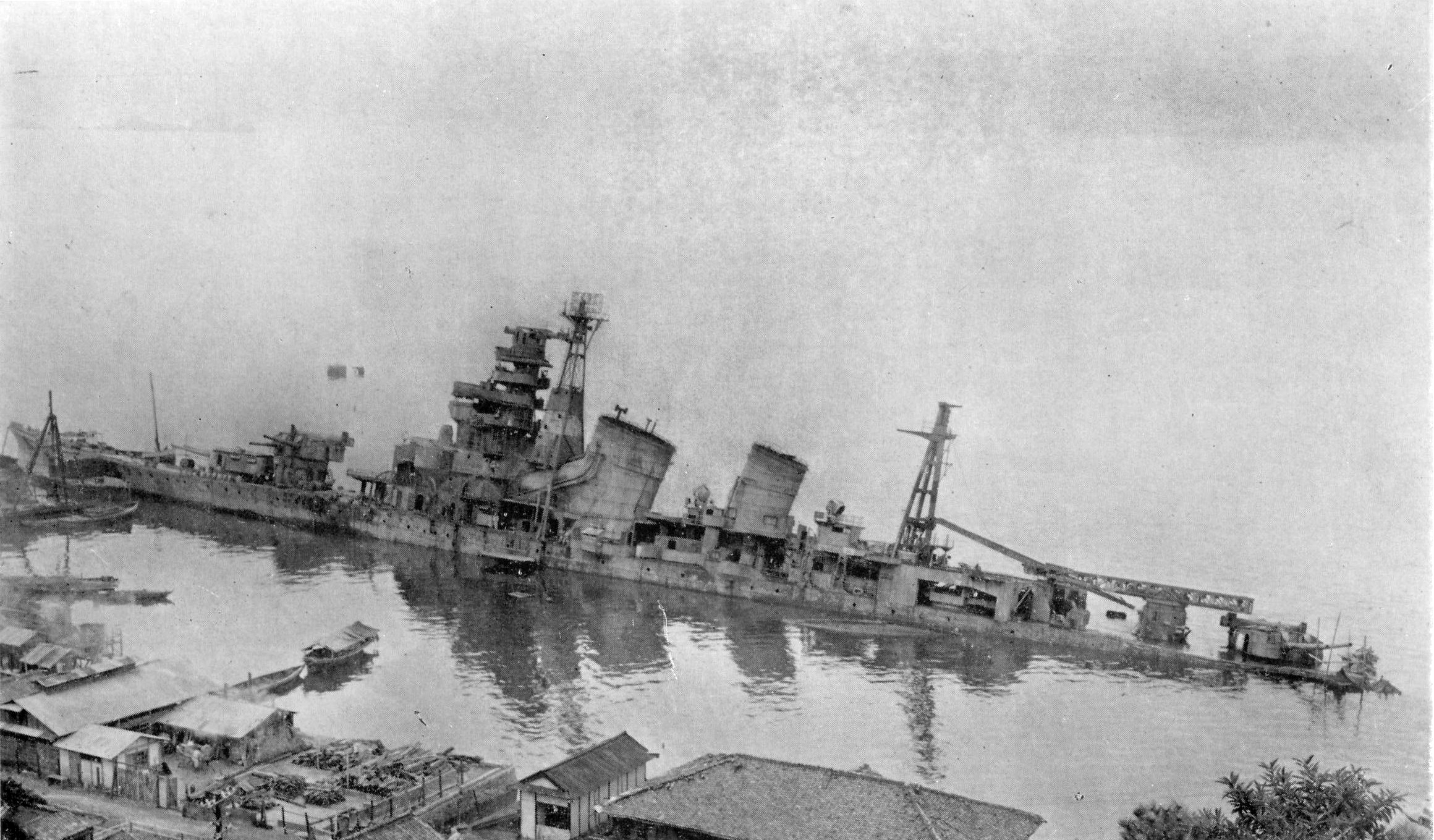
Kreuzer Aoba gesunken 1945
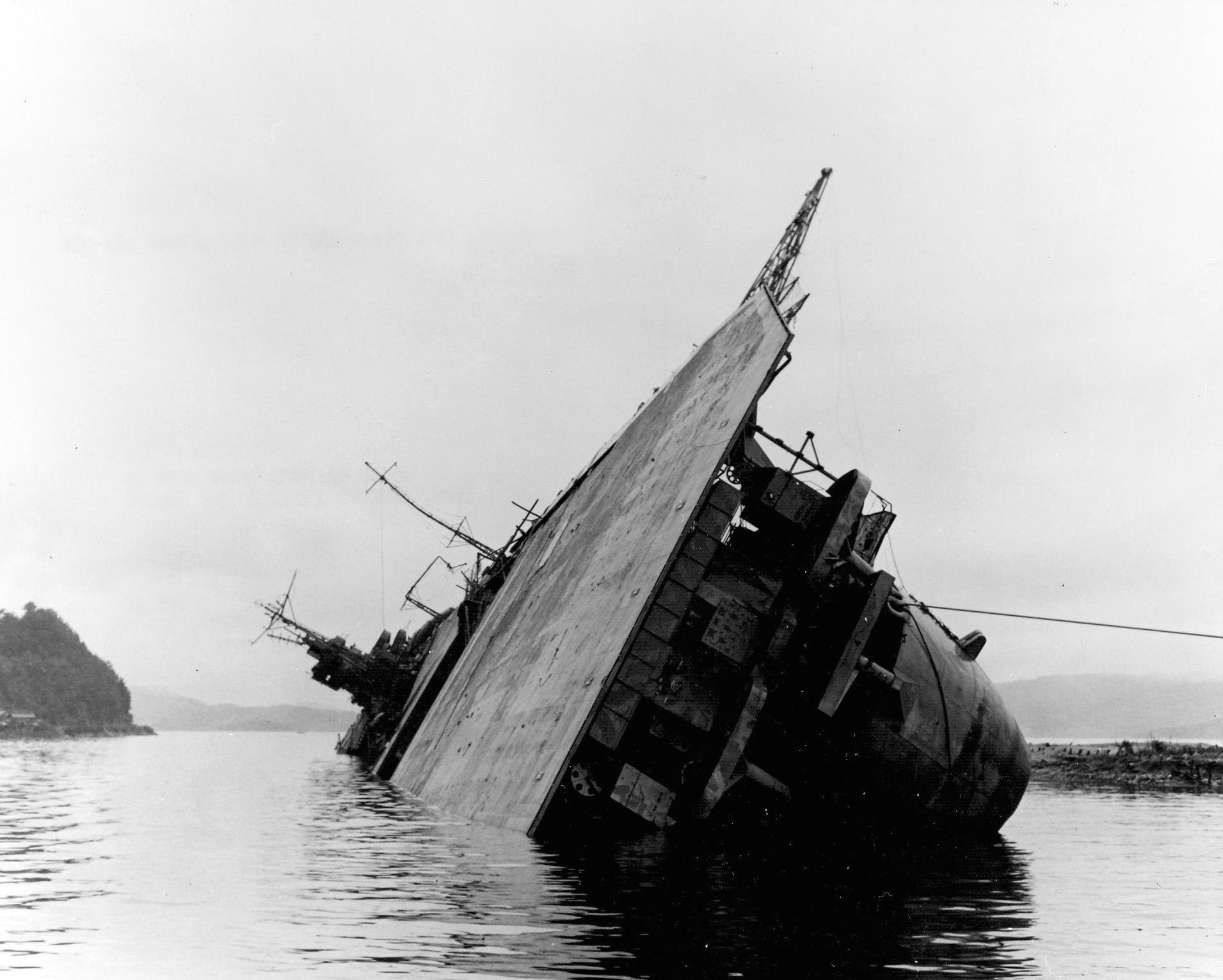
Träger Amagi gekentert
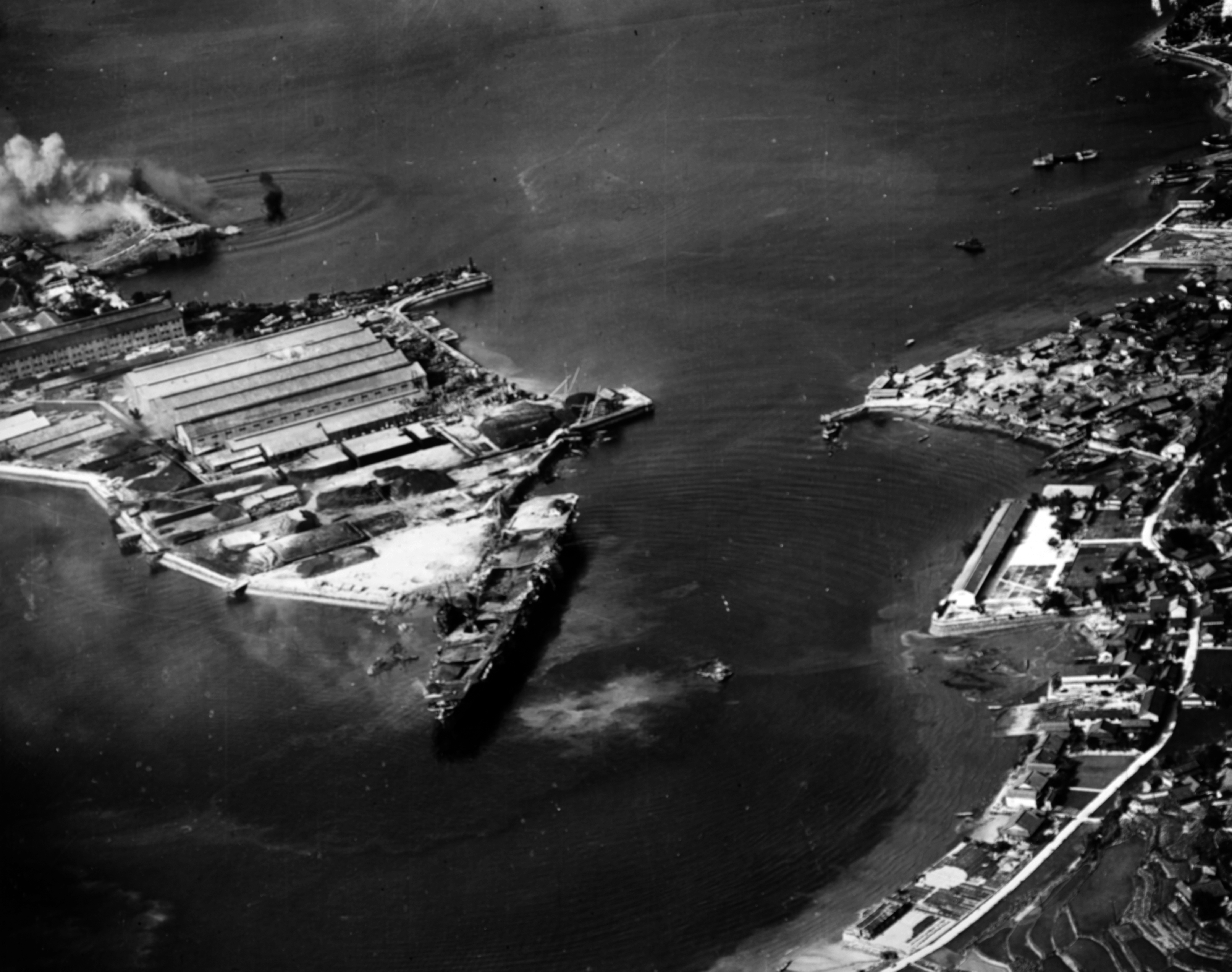
Träger Katsuragi ausgebrannt nach der Bombardierung
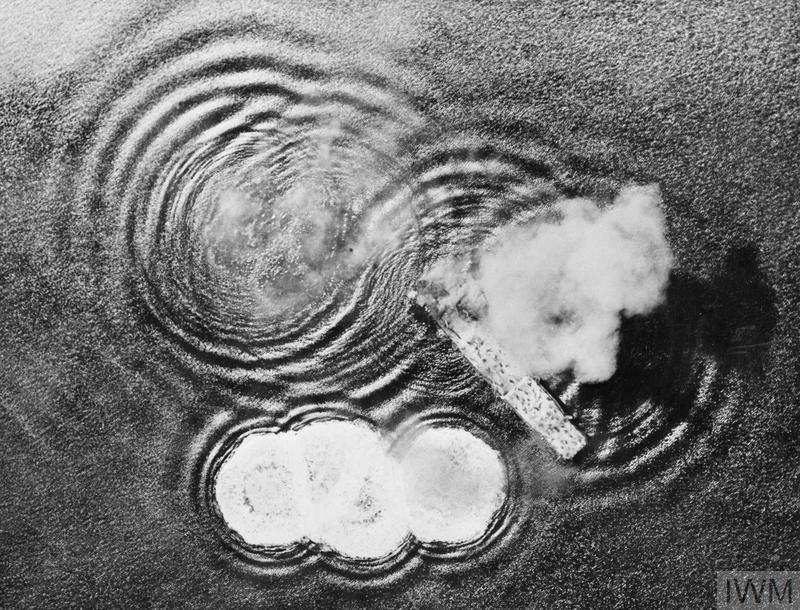
Geleitträger Shimane Maru bombardiert